# Бахрейн на летних Олимпийских играх 1992
Бахрейн принимал участие в Летних Олимпийских играх 1992 года в Барселоне (Испания) в третий раз за свою историю, но не завоевал ни одной медали. Сборную страны представляли 10 спортсменов, выступавших в двух видах спорта — велоспорте и лёгкой атлетике.

## Результаты

### Велоспорт
Спортсменов — 4
Мужчины
| Спортсмен                                                                  | Дисциплина              | Время            | Место |     |
| -------------------------------------------------------------------------- | ----------------------- | ---------------- | ----- | --- |
| Джамал Ахмед Аль-Досари                                                    | групповая гонка, 194 км | DNF              | DNF   | DNF |
| Сабир Мохамед Хасан                                                        | групповая гонка, 194 км | DNF              | DNF   | DNF |
| Джамал Кадим                                                               | групповая гонка, 194 км | DNF              | DNF   | DNF |
| Джамал Ахмед Аль-Досари Махмуд Аль-Досари Сабир Мохамед Хасан Джамал Кадим | командная гонка, 100 км | 2:26:00 (+24:21) | 22    |     |

### Лёгкая атлетика
Спортсменов — 6
Мужчины
| Спортсмен            | Дисциплина        | Первый раунд | Первый раунд | Первый раунд | Четвертьфинал        | Четвертьфинал        | Четвертьфинал        | Полуфинал            | Полуфинал            | Полуфинал            | Финал                | Финал                |
| Спортсмен            | Дисциплина        | Время        | Место        | Итог         | Время                | Место                | Итог                 | Время                | Место                | Итог                 | Время                | Место                |
| -------------------- | ----------------- | ------------ | ------------ | ------------ | -------------------- | -------------------- | -------------------- | -------------------- | -------------------- | -------------------- | -------------------- | -------------------- |
| Халид Ибрагим Джума  | 100 м             | 10,80        | 6            | 48           | Завершил выступления | Завершил выступления | Завершил выступления | Завершил выступления | Завершил выступления | Завершил выступления | Завершил выступления | Завершил выступления |
| Халид Ибрагим Джума  | 200 м             | 21,55        | 5            | 44           | Завершил выступления | Завершил выступления | Завершил выступления | Завершил выступления | Завершил выступления | Завершил выступления | Завершил выступления | Завершил выступления |
| Абдулла Аль-Досари   | 5000 м            | 14:23,07     | 12           | 43           |                      |                      |                      |                      |                      |                      | Завершил выступления | Завершил выступления |
| Абдулла Аль-Досари   | 10000 м           | DNF          | DNF          | DNF          |                      |                      |                      |                      |                      |                      | Завершил выступления | Завершил выступления |
| Халид Абдулла Хоссан | 110 м с барьерами | 15,41        | 8            | 39           | Завершил выступления | Завершил выступления | Завершил выступления | Завершил выступления | Завершил выступления | Завершил выступления | Завершил выступления | Завершил выступления |
| Саад Мубарак Али     | Марафон           |              |              |              |                      |                      |                      |                      |                      |                      | 2:39:19              | 79                   |

| Спортсмен               | Дисциплина | Квалификация | Квалификация | Финал                | Финал                |
| Спортсмен               | Дисциплина | Результат    | Место        | Результат            | Место                |
| ----------------------- | ---------- | ------------ | ------------ | -------------------- | -------------------- |
| Рашид Рияд Аль-Амири    | молот      | 56,08 м      | 26           | Завершил выступления | Завершил выступления |
| Юссеф Али Несаи Бухамас | копьё      | 55,24 м      | 31           | Завершил выступления | Завершил выступления |